# لايدباك لوك
لوكاس كورنليس فان شيبينغين ( Lucas Cornelia van Scheppingen)  يعرف أكثر باسمه المستعار "لايدباك لوك (Laidback luke)  دي جي و منتج موسيقى هولاندي من مواليد 22 أكتوبر 1976 بمانيلا الفليبين .أقام عددا من الحفلات الصاخبة العالمية حول العالم أهمها حفلة (بالإنجليزية: Tomorrowland)‏ .

## روابط خارجية
- لايدباك لوك على موقع IMDb (الإنجليزية)
- لايدباك لوك على موقع ميوزك برينز (الإنجليزية)
- لايدباك لوك على موقع ميوزك برينز (الإنجليزية)
- لايدباك لوك على موقع أول ميوزيك (الإنجليزية)
- لايدباك لوك على موقع ديسكوغز (الإنجليزية)
- لايدباك لوك على موقع ديسكوغز (الإنجليزية)
- لايدباك لوك على موقع قاعدة بيانات الفيلم (الإنجليزية)